# A Reed Főiskola nevezetes személyeinek listája
Az alábbi listán a Reed Főiskola nevezetes hallgatói, munkatársai, valamint fiktív személyei szerepelnek.

## Hallgatók

### Biológia, kémia
- Allah Verdi Mirza Farman Farmaian, biológus[1]
- Alison Butler, metallobiokémikus[2]
- Anne Hiltner, polimerkutató[3]
- Arlene Blum, vegyész, hegymászó[4]
- Arthur H. Livermore, biokémikus[5]
- Bruce Voeller, AIDS-kutató[6]
- Daniel S. Kemp, az MIT oktatója[7]
- Donald Engelman, biokémikus[8]
- James Emory Eckenwalder, botanikus[9]
- John Alroy, paleobiológus[10]
- Ken Raymond, a UC Berkeley oktatója[11]
- Kevan Shokat, a UC San Francisco oktatója[12]
- Mark Ptashne, a Kettering rákkutató központ biológusa[13]
- Mary Jo Ondrechen, az Északkeleti Egyetem oktatója[14]
- Michael Balls, zoológus[15]
- Paul Knoepfler, őssejtkutató[16]
- Patricia Quinn, atmoszférakutató[17]
- Rachel E. Klevit, a Washingtoni Egyetem oktatója[18]
- Roger M. Perlmutter, biotechnológus[19]
- Stephen C. Sillett, botanikus[20]
- Victor Nizet, a UC San Diego oktatója[21]

### Feltalálók, újítók
- Bernard Smith, vitorlástervező[22]
- Howard Vollum, a Tektronix alapítója, az élvezérlésű oszcilloszkóp feltalálója[23]
- James Russell, a CD feltalálója[24]
- John Sperling, a Phoenixi Egyetem alapítója[25]
- Kenneth Koe, a Zoloft társalapítója[26]
- Larry Sanger, a Wikipédia társalapítója[27]
- Pamela Ronald, az árvíztűrő rizs kitenyésztője[28]
- Peter Norton, a Norton szoftvercsomag megalkotója[29]
- Richard Crandall, a nagy számjegyű prímszámok megtalálására használható irracionális bázisú transzformáció megalkotója[30]
- Steve Jobs, az Apple és a Pixar társalapítója[31]

### Filozófia
- Allen W. Wood, az Indianai Egyetem oktatója[32]
- Eric T. Olson, a Sheffieldi Egyetem oktatója[33]
- Guy Sircello, a UC Irvine oktatója[34]
- Jay Rosenberg, a UNC Chapel Hill oktatója[35]
- Karl Aschenbrenner, a magyar nyelvet tanulmányozó esztétikaprofesszor[36]
- Lisa Kemmerer, a Montanai Állami Egyetem oktatója[37]
- Sally Haslanger, az MIT oktatója[38]
- Sydney Shoemaker, a Cornell Egyetem oktatója[39]
- Tom Wasow, a Stanford Egyetem oktatója[40]

### Gazdaság
- Dale W. Jorgenson, a Harvard Egyetem oktatója[41]
- Dorothy Brady, a Pennsylvaniai Egyetem oktatója[42]
- John Krutilla, a létérték fogalmának megalkotója[43]
- Kalman J. Cohen, a Duke Egyetem oktatója[44]
- Mason Gaffney, közgazdász[45]
- Michael Rothschild, a Princetoni Egyetem közügyi intézetének dékánja[46]
- Nicolaus Tideman, közgazdász[47]
- Robert A. Brady, a UC Berkeley oktatója[48]
- Rose Friedman, író, közgazdász, Milton Friedman felesége[49]
- Ross Starr, a UC San Diego oktatója[50]
- Walter Berns, az Amerikai Vállalkozói Intézet rezidens ösztöndíjasa[51]
- Yoram Bauman, közgazdász, humorista[52]

### Jog
- Alex Martinez, főbíró[97]
- Berkeley Lent, főbíró[98]
- Fay Stender, ügyvéd, elítéltjogi szószóló[99]
- George M. Joseph, főbíró[100]
- Gus J. Solomon, körzeti bíró[101]
- Hans A. Linde, bíró[102]
- Jacob Tanzer, bíró[103]
- Jessica Litman, a Michigani Egyetem oktatója[104]
- Katya Komisaruk, ügyvéd[105]
- Michael E. Levine, a New York Egyetem Jogi Intézetének oktatója[106]

### Közigazgatás
- Bud Clark, Portland polgármestere[107]
- Christopher L. Garrett, bíró, politikus[108]
- Cordelia Hood, CIA-ügynök[109]
- Howard Wolpe, kongresszusi képviselő[110]
- J. Elizabeth Mitchell, a maine-i törvényhozás tagja[111]
- Josiah H. Beeman V, az Egyesült Államok új-zélandi nagykövete[112]
- Marie Gluesenkamp Perez, bíró[113]
- Mingus Mapps, a portlandi képviselő-testület tagja[114]
- Norman Solomon, képviselőjelölt[115]
- Richard Danzig, haditengerészeti miniszter[116]
- Richard L. Hanna, politikus[117]
- Sheldon T. Mills, az Egyesült Államok afganisztáni nagykövete[118]
- Suzan DelBene, politikus, a Microsoft alelnöke[119]

### Média, újságírás
- Adam Penenberg, a New York Egyetem oktatója[120]
- Adrian Chen, a New York Times egykori munkatársa[121]
- Anya Schiffrin, író, üzleti újságíró[122]
- Arun Rath, tudósító[123]
- Barbara Ehrenreich, újságíró[124]
- Ed Cony, a Wall Street Journal szerkesztője[125]
- Gary Wolf, a Wired munkatársa[69]
- Howard Rheingold, író, kritikus[69]
- Jim Compton, a PBS újságírója[126]
- Michelle Nijhuis, újságíró[127]
- Peter S. Goodman, a New York Times riportere[128]
- Peter Zuckerman, író, újságíró[129]
- Robert Smith, újságíró, műsorvezető[130]
- Robert Richter, dokumentumfilm-rendező[131]

### Oktatók
- Ann Cvetkovich (UT Austin)[132]
- Barbara Reskin (Washingtoni Egyetem)[133]
- Brendan McConville (Bostoni Egyetem)[134]
- Carol Heimer (Northwestern Egyetem)[135]
- Charles Bigelow (Rochester Institute of Technology)[136]
- Christopher Phelps (Nottinghami Egyetem)[137]
- David Grusky (Stanford Egyetem)[138]
- David H. French, antropológus (Columbia Egyetem)[139]
- David L. Hoggan, történész (Carthage Főiskola, MIT, San Franciscó-i Állami Egyetem)[140]
- Dell Hymes, nyelvész (Harvard Egyetem, Pennsylvaniai Egyetem, UC Berkeley)[141]
- Dennis B. McGilvray (Coloradói Egyetem)[142]
- Diane Ravitch (New York Egyetem)[143]
- Don Kates, kriminológus[144]
- Elizabeth Warnock Fernea, antropológus (Texasi Egyetem)[145]
- Gail M. Kelly, antropológusSablon:Íegyzet
- Galen Cranz (UC Berkeley)[146]
- George Steinmetz (Michigani Egyetem)[147]
- Janet Fitch (Dél-karolinai Egyetem)[148]
- Jessica Coon (McGill Egyetem)[149]
- Joan Bresnan (Stanford Egyetem)[150]
- Jon Appleton, zeneszerző (Darthmouth Főiskola, Stanford Egyetem)[151]
- Jonathan Boyarin (Cornell Egyetem)[152]
- Julia Adams, szociológus (Yale Egyetem)[153]
- Jon Westling, rektor emeritus, Bostoni Egyetem[154]
- Kai T. Erikson (Yale Egyetem)[155]
- Kaori O’Connor (Londoni Egyetem)[156]
- Katherine Verdery (New York-i Városi Egyetem)[157]
- Lewis Webster Jones, a Rutgers Egyetem rektora[158]
- Lisa Nakamura (Urbana–Champaign)[159]
- Louis T. Benezet, a Coloradói Főiskola rektora[160]
- Loyd Haberly (Farleigh Dickinson Egyetem)[161]
- Maurice Isserman (Hamilton Főiskola)[162]
- Neil Fligstein (UC Berkeley)[163]
- Peter Dobkin Hall (Harvard Egyetem)[164]
- Peter Gordon, történész (Harvard Egyetem)[165]
- Ray Raphael, történész[166]
- Robert A. Brightman (Reed Főiskola)[167]
- Robert Brenner (UCLA)[168]
- Robert E. Slavin (Michigani Egyetem)[169]
- Robert K. Thomas (Brigham Young Egyetem)[170]
- Richard Wolin (New York-i Városi Egyetem)[171]
- Sacvan Bercovitch (Harvard Egyetem)[172]
- Shannon Lee Dawdy (Chicagói Egyetem)[173]
- Steven Shapin (Harvard Egyetem)[174]
- Ted Robert Gurr (Northwestern Egyetem)[175]
- Victor Friedman (Chicagói Egyetem)[176]
- Wallace T. MacCaffrey (Harvard Egyetem)[177]
- William D. McElroy (UC San Diego)[178]

### Pszichológia
- Allen Bergin, a pszichoterápia és a vallás hatáskapcsolatának kutatója[179]
- Athena Aktipis, az Arizonai Állami Egyetem bőkezűségi kutatóprogramjának igazgatója[180]
- Cyma Van Petten, kognitív idegkutató[181]
- Daryl Bem, a Cornell Egyetem oktatója[182]
- Eleanor Maccoby, a Stanford Egyetem oktatója[183]
- Eleanor Rosch, a UC Berkeley oktatója[184]
- Gina G. Turrigiano, a Brandeis Egyetem látástudományi oktatója[185]
- Harry Harlow, a Wisconsin–Madison Egyetem oktatója[186]
- Herbert Jasper, a McGill Egyetem oktatója[187]
- Jeanne Block, fejlődéspszichológus[188]
- Mary Rothbart, az Oregoni Egyetem oktatója[189]
- M. Brewster Smith, a Stanford Egyetem oktatója[190]
- Paul H. Taghert, idegkutató[191]
- Richard F. Thompson, a Dél-karolinai Egyetem oktatója[192]
- Robert Frager, a Transzperszonális Pszichológiai Intézet alapítója[193]
- Roberto Malinow, idegkutató[194]

### Szórakoztatóipar
- Anne Washburn, drámaíró[195]
- Bill Morrison, filmrendező[196]
- Brian Rolland, zenész[197]
- Charles Munch, festő[198]
- Daria O’Neill műsorvezető[199]
- David Henry Sterry, színész[200]
- David Reed, művész[201]
- Dr. Demento, rádiós műsorvezető[202]
- Eric Overmyer, dalszerző[203]
- Hope Lange, színész[204]
- Igor Vamos, kortárs művész[205]
- Jacob Avshalomov, zeneszerző[206]
- Jayne Loader, író[207]
- Jennifer Camper, képregényrajzoló[208]
- Johanna Fateman, zenész[209]
- Kim Spencer, rendező[210]
- Lamar Crowson, zongorista[211]
- Lawrence Rinder, a Berkeley Művészeti Múzeum igazgatója[212]
- Leo Rubinfien, fotóművész[213]
- Matt Keeslar, színész[214]
- Morgan Spector, színész[215]
- Pat Silver-Lasky, forgatókönyvíró[216]
- Peter Child, zeneszerző[217]
- Peter Mars, művész[218]
- Pozzi Escot, zeneszerző[219]
- Rob Heinsoo, játéktervező[81]
- Robert Cornthwaite, színész[220]
- Robert Morris, szobrász[221]
- Ry Cooder, énekes-dalszerző[222]
- Simone Forti, koreográfus[223]
- Susan Silas, színész[224]
- Stella Baker, színész[225]
- Xenia Cage, színész[226]

### Természettudományok
- Alan H. Borning, a Washingtoni Egyetem oktatója[227]
- Arthur Ogus, a UC Berkeley oktatója[228]
- Catherine Otto, fizikus[229]
- Clarence Allen, a Caltech oktatója[230]
- Craig DeForest, asztrofizikus[231]
- David B. Dusenbery, a szenzoros ökológia atyja[232]
- Daniel Bump, a Stanford Egyetem oktatója[233]
- Daniel Kottke, mérnökinformatikus[234]
- David Flory, a Fairleigh Dickinson Egyetem oktatója[235]
- Edward Ramberg, fizikus[236]
- Irena Swanson, matematikus, a Reed Főiskola oktatója[237]
- John Alexander Simpson, a Chicagói Egyetem oktatója[238]
- John Backus, a Dél-karolinai Egyetem oktatója[239]
- Jonathan Grudin, mérnökinformatikus[240]
- Keith Packard, az X ablakkezelő megalkotója[241]
- Kelly Falkner, sarkkörkutató[242]
- Larry Shaw, fizikus, a nemzetközi π-nap kitalálója[243]
- Marilyn Olmstead, vegyész[244]
- Mark Galassi, a Los Alamos Laboratórium fizikusa[245]
- Norman Packard, a káoszelmélet kutatója[246]
- Peter Shirley, mérnökinformatikus[247]
- Shep Doeleman, asztrofizikus[248]
- Steven McGeady, technológus[249]
- Susan Subak, klímakutató[250]
- Theodore James Courant, matematikus[251]
- Thomas William Ferguson, fizikus[252]

### Üzleti élet
- Bill Naito, üzletember, aki jelentős szerepet játszott Portland fejlesztésében[253]
- Emilio Pucci, divattervező, olasz parlamenti képviselő[254]
- Robert Friedland, az Ivanhoe Mines bányavállalat vezérigazgatója[255]

### Étel- és italipar
- James Beard, szakácskönyvíró[256]
- Mark Bitterman, író[257]
- Sean Thackrey, borász[258]
- Steven Raichlen, séf[259]

### Egyéb
- Aaron Rhodes, emberi jogi szószóló[260]
- Christopher Langan, „Amerika legokosabb embere”, a felvételije 100%-os lett, később kibukott[261]
- Donald Niven Wheeler, politikai aktivista[262]
- Greta Christina, blogger[246]
- Harry Wayland Randall, a spanyol polgárháború nemzetközi dandárjának tagja[263]
- Helen Sandoz, leszbikusjogi aktivista[264]
- Joann Osterud, kaszkadőr[265]
- Max Gordon, a Village Vanguard dzsesszklub tulajdonosa[266]
- Michael Teitelbaum, néprajzkutató[267]
- Mike Davis, aktivista[268]
- Mukunda Goswami, guru[269]
- Murray Leaf, antropológus[270]
- Peter Stafford, író[271]
- Randall Giles, zeneszerző[272]
- Sumner Stone, betűtípus-tervező[273]
- Taliesin Myrddin Namkai-Meche, emberi jogi aktivista[274]

### Fiktív személyek
- Bill McKay (filmszereplő – The Candidate)
- Donald Miller (önéletrajzában, valamint a Blue Like Jazz című filmben)
- Erlich Bachmann (sorozatszereplő – Szilícium-völgy)
- Harald Petersen (regényszereplő – Mary McCarthy: The Group)
- Hunter Scangarelo (sorozatszereplő – Maffiózók)
- Japhy Ryder (regényszereplő Gary Snyder mintájára – Jack Kerouac: The Dharma Bums)
- John William Barry (regényszereplő – David Guterson: The Other)
- Lambert „Sharkey” Somers (regényszereplő – Judy Blume: Summer Sisters)
- Sierra (regényszereplő – Megan McCafferty: Charmed Thirds – Jessica Darling)

## Oktatók, munkatársak
- Paul Bragdon, az intézmény rektora 1971 és 1988 között[275]
- Daniel Reisberg, pszichológus[276]
- David J. Griffiths, fizikus[277]
- Paul Douglas, szenátor[278]
- William J. Connell, történész[279]

## Fordítás
- Ez a szócikk részben vagy egészben  a   List of Reed College people című angol Wikipédia-szócikk ezen változatának fordításán alapul.  Az eredeti cikk szerkesztőit annak laptörténete sorolja fel. Ez a jelzés csupán a megfogalmazás eredetét és a szerzői jogokat jelzi, nem szolgál a cikkben szereplő információk forrásmegjelöléseként.